# (73076) 2002 GN4
2002 جي أن 4 (ويعرف أيضًا باسم (73076) 2002 جي أن 4 وفق تسمية الكوكب الصغير) (بالإنجليزية: 2002 GN4)‏ هو كويكب ضمن حزام الكويكبات؛ وترتيبه 73076 من حيث الاكتشاف.
اكتُشف هذا الجُرم الفلكي بواسطة بحث لنكولن عن الكويكبات القريبة من الأرض في 9 أبريل 2002.

## وصلات خارجية
- (73076) 2002 GN4 في قاعدة بيانات مختبر الدفع النفاث لأجرام النظام الشمسي الصغيرة

- الاكتشاف · مخطط المدار ·  العناصر المدارية · المعلمات المادية

- (73076) 2002 GN4 على موقع ويكي سكاي: DSS2, SDSS, GALEX, IRAS, Hydrogen α, X-Ray, Astrophoto, Sky Map, Articles and images